# Hanns Kerrl
Hanns Kerrl (Fallersleben, 11 de dezembro de 1887 – 14 de dezembro de 1941) foi um político da Alemanha Nazista. Sua posição mais proeminente foi o de Ministro de Assuntos da Igreja, de 16 de julho de 1935 até a sua morte. Também foi presidente do Parlamento Prussiano (1932–1933) e chefe do Zweckverband Reichsparteitag Nürnberg e nesse cargo editou alguns dos anuários das Reuniões de Nuremberg.